# Nailea Norvind
Nailea Norvind (ur. 16 lutego 1970 w Meksyku) – meksykańska aktorka.
Jej mężem w latach 1988-1997 był Fernando Gonzalez Parra, z którym ma dwie córki: Naian i Tessę. 

## Filmografia
- 2012: Otchłań namiętności jako Begoña de Tovar
- 2010–2011: Para volver a amar jako Valeria Andrade de Longoria
- 2008: Nie igraj z aniołem jako Viviana Meijer de San Roman
- 2008: Mujeres asesinas jako Martha Jimenez
- 2006: Zbuntowani jako Marina Caceres
- 2004: Serce z kamienia jako Viviana  Palomares
- 2004: Cena marzeń jako Cristina Papalamanda
- 2001: Przyjaciółki i rywalki jako Paula Morell
- 2001: Diseñador ambos sexos
- 2000–2001: W niewoli uczuć jako Deborah Falcón
- 1999: Amor gitano jako Isa Valenti
- 1998: Paloma jako Valeria San Román de Santander
- 1990: Cuando llega el amor jako Alejandra Contreras
- 1989: Lo blanco y lo negro jako Selma Alcázar
- 1988: Encadenados jako Mariela
- 1987: Quinceañera jako Leonor
- 1984: Guadalupe jako Nani
- 1983: Chispita jako Sarita
- 1981: Cachún cachún ra ra! jako Aida